# Trapil
La société TRAPIL (Société des TRAnsports pétroliers par PIpeLine) est une entreprise française qui exploite des réseaux d'oléoducs (transport d'hydrocarbures liquides) en France. Elle est née, en 1950, de la nécessité de transporter, par un moyen rapide, continu et sûr, les produits pétroliers entre les raffineries de Basse Seine et la Région parisienne (Île-de-France) qui constitue aujourd'hui encore le plus important territoire de consommation de produits pétroliers en France. Avec ce premier réseau nommé Le Havre-Paris (LHP), Trapil exploite ou a exploité différents réseaux appartenant à des secteurs civil (SPMR) ou militaire (US Army, OTAN). Aujourd'hui sont exploités 4700 km de lignes principales, 850 000 m3 de stockage, 160 installations de pompage et de livraison.

## Historique

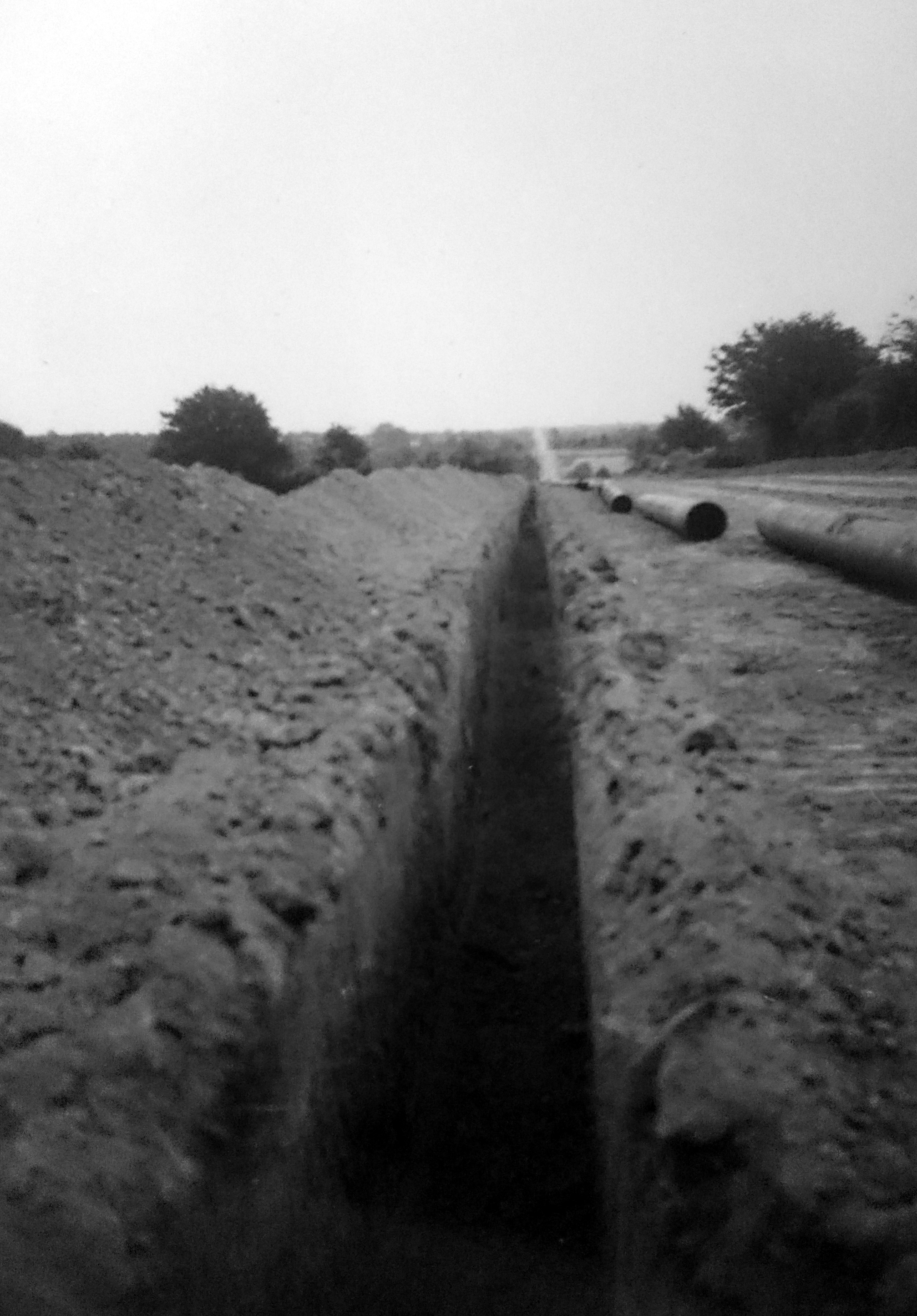
Pose du DMM en 1958 aux Touches.

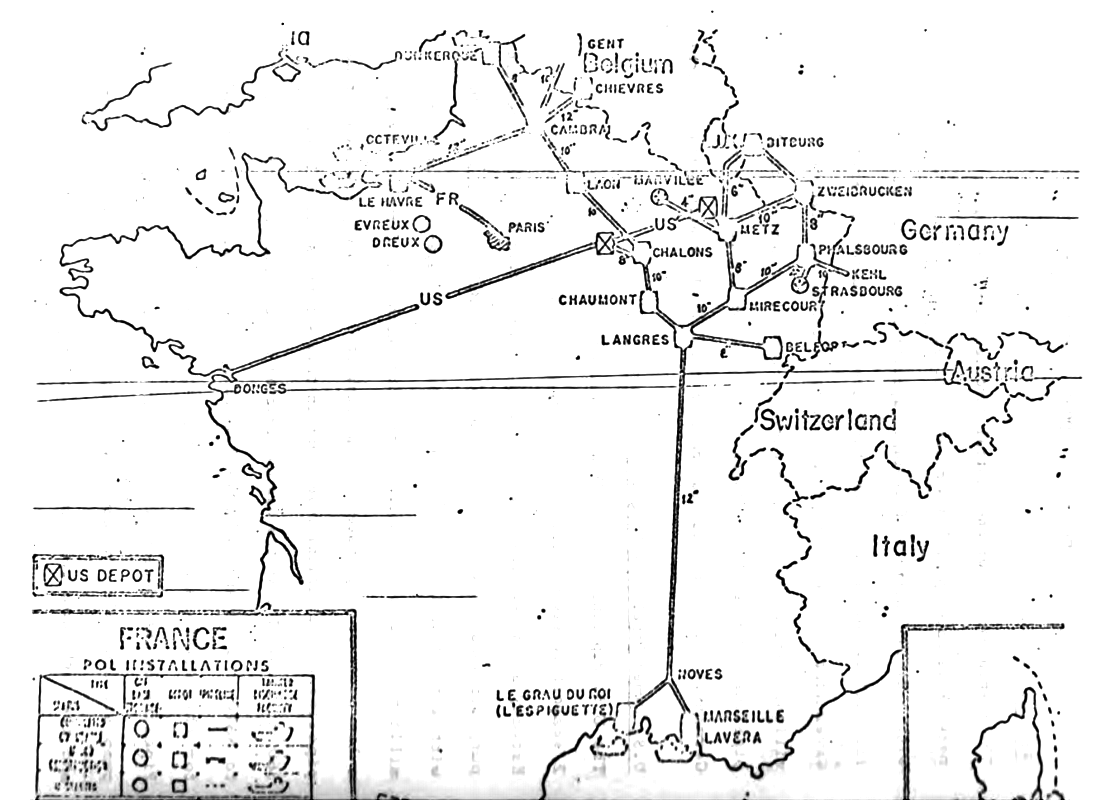
Le réseau de pipelines de l’OTAN en 1970.

Créée par la loi du 2 août 1949, la société TRAPIL est effectivement constituée le 22 décembre 1950. Elle avait alors pour objet « l'étude, la construction et l'exploitation du réseau d'oléoduc Le Havre-Paris (LHP) ».
En même temps que l'exploitation de son propre réseau civil (LHP), TRAPIL a reçu pour mission d'étudier et de construire entre 1953 et 1962, puis d'exploiter et de gérer « par ordre et pour le compte de l'État » :
- les infrastructures du réseau des Oléoducs de Défense Commune (ODC)[4], partie française du réseau des oléoducs d'Europe centrale (CEPS) de l'OTAN. En 1970, le réseau ODC comprenait 2 179 km de pipeline, 17 dépôts de stockage d'une capacité de stockage de 510 000 m3. Ce réseau comprenaient 3 divisions sous tutelle de l'État français (SNOI) : les divisions 1 (basée à Chalon-sur-Saône) et 3 (basée à Nancy) gérées par la société Trapil et la division 2 (basée à Amiens) gérée par du personnel militaire[5]. Depuis 2005 ce réseau est regroupé en une unité unique (basée à Champforgeuil) totalement exploitée par Trapil.

- l'oléoduc Donges-Melun-Metz (DMM), conçu pour répondre aux préoccupations militaires de l'immédiat après-guerre. À l'origine propriété de l'US Army, le DMM a été rétrocédé en 1967 à l'État français, qui en a alors confié l'exploitation à Trapil, y compris pour son utilisation civile. Un désaccord entre les États-Unis et la France entraîna, à effet du 31 août 1993, la cessation des activités de transport et de stockage et la cession à la France des installations du système DMM. À la suite d'un appel d'offres, le 1er octobre 1994, l'État français a concédé l'exploitation du DMM à la Société Française du Donges-Metz (SFDM), filiale de Bolloré Énergie[6] et créée à cet effet. Le 28 février 1995 un contrat délégua l'exploitation à Trapil. Il a ensuite été dénoncé et depuis le 1er janvier 1999 SFDM exploite seule ce réseau.

À partir du 1er janvier 1968, en parallèle avec l'exploitation de son réseau civil LHP et des réseaux militaires ODC et DMM, TRAPIL s'est vu confier les opérations relatives à l'exploitation, à la surveillance et à l'entretien des installations appartenant à la Société des Pipelines Méditerranée-Rhône (SPMR) destinées au transport des produits finis depuis le secteur pétrolier de Fos-sur Mer vers la région Rhône-Alpes et la zone de Genève (SAPPRO).

## Activités
TRAPIL propose des activités de trois types :
1. le transport d'hydrocarbures par pipeline pour son propre compte. Métier originel de TRAPIL, il englobe toutes les opérations liées à cette activité.
2. le transport d'hydrocarbures pour le compte d'autres pays. Il englobe uniquement l'exploitation, la maintenance et la surveillance du pipeline.
3. le conseil et l'ingénierie dans les domaines du transport pétrolier par oléoduc :
  - Informatique industrielle,
  - Inspection par racleurs instrumentés,
  - Étalonnage d'appareils,
  - Fourniture de systèmes d'information géographique,
  - Protection cathodique des canalisations.

Les oléoducs exploités par TRAPIL sont destinés au transport d'hydrocarbures liquides raffinés, transportés les uns à la suite des autres suivant un ordre préférentiel, sans interposition de séparateurs physiques. Ces  hydrocarbures peuvent être regroupés dans les 4 familles suivantes :
- gazole et fioul domestique,
- supercarburants sans plomb,
- carburéacteur aviation (Jet A1),
- naphtas pour la pétrochimie.

## Structure de la société
Jusqu'en 1995, TRAPIL (société d'économie mixte) associait l'État et des organismes à caractère public ou soumis au contrôle financier de l'État, à des sociétés pétrolières. En 1995, l'État a vendu sa part dans le capital de TRAPIL à chacun des actionnaires détenant plus de 1 % du capital.
Le conseil d'administration est présidé par un président-directeur général (PDG) nommé par la société TOTAL. Siègent également :
- deux commissaires de l'État français, chargés notamment de veiller à ce que les décisions prises soient conformes à la politique du gouvernement en matière de transports, de carburants et combustibles transportés, et enfin de protection de l'environnement ;
- quatre représentants du comité d'entreprise de la société avec voix consultative.